# Verbrechen (Buch)
Verbrechen ist eine Kurzgeschichtensammlung des deutschen Schriftstellers Ferdinand von Schirach.
Das Buch, das 2009 beim Verlag Piper erschien, beinhaltet neben einem Vorwort elf Kurzgeschichten, die alle von außergewöhnlichen Kriminalfällen erzählen. Basierend auf dieser Sammlung wurde eine Fernsehserie produziert, in der Josef Bierbichler die Hauptrolle des Strafverteidigers Friedrich Leonhardt spielt. Bereits 2012 hatte Doris Dörrie die Erzählung Glück verfilmt.

## Inhalt
In Verbrechen sind elf Kurzgeschichten enthalten. Alle in diesem Abschnitt folgenden Zitate stammen aus dem Buch.
Fähner
„Über Fähners Leben hätte es eigentlich nichts zu erzählen gegeben. Bis auf die Sache mit Ingrid.“ So beginnt die Geschichte. Friedhelm Fähner lebte sein Leben lang als vollkommen unauffälliger, praktischer Arzt in Rottweil mit seiner Frau Ingrid. Ihre ehemals innige Liebe war bereits lange erkaltet, Fähner von so gut wie allem, was seine Frau tat, nur noch genervt. Nach einer ihrer unzähligen Beschwerden bat er sie in den Keller, tötete sie, zerstückelte ihre Leiche und rief im Anschluss die Polizei, um sich zu stellen.
Tanatas Teeschale
Der Raub von Wertsachen eines japanischen Geschäftsmannes, unter denen auch eine alte Teeschale war, schien zunächst eine leichte Nummer zu sein. Zwar gelang der Raub, nach und nach wurden Beteiligte des Raubes aber auf brutale Weise umgebracht. Auf Vermittlung von Anwalt Leonhardt wurden Wertsachen und Teeschale, ein uraltes Familienerbstück, schließlich ihrem Eigentümer wiedergegeben, die Morde hörten auf.
Das Cello
Zwei Geschwister aus reicher Familie leiden unter ihrem herzlosen Vater. Letztlich gelingt es ihnen aber doch, sich vom Vater abzunabeln und eigene Leben aufzubauen. Während einer Autofahrt haben die beiden einen Unfall, bei dem der Bruder schwer verletzt wird, sein Gedächtnis verliert, und seine Persönlichkeit verändert wird. Nachdem seine Schwester ihn lange unter hohem persönlichem Einsatz gepflegt hat, beschließt sie, ihn zunächst zu betäuben und ihn dann in der Badewanne ertrinken zu lassen.
Der Igel
Ein junger Mann mit Migrationshintergrund stammt aus einer notorisch kriminellen Familie. Dort leidet er, weil er nicht stumpf und brutal wie seine Brüder ist. Dank seiner Intelligenz, die er seiner Familie verheimlicht, gelingt es ihm, einen Bruder vor dem vermeintlich ausweglosen Gefängnisaufenthalt zu bewahren.
Glück
Eine Prostituierte freundet sich mit einem Obdachlosen an. Sie hilft ihm, seinen Lebensumständen zu entfliehen. Als einer ihrer Freier einen Herzinfarkt erleidet, sie jedoch Angst hat, die Schuld für den vermeintlichen Mord zu bekommen, flüchtet sie aus der Wohnung. Der ehemalige Obdachlose findet die Leiche, zerstückelt sie und begräbt sie in einem Berliner Park, um seiner Freundin zu helfen.
Summertime
Eine junge Frau wird ermordet in einem Hotelzimmer aufgefunden. Wie sich später herausstellte, arbeitete sie dort als Prostituierte, um Geld für ihren Freund zu verdienen. Dieser wurde jedoch eifersüchtig und verfolgte sie. Die Frage, ob Freund oder Freier die Frau umgebracht haben, ist der rote Faden der Geschichte.
Notwehr
Zwei Nazis beschließen, einen willkürlich ausgewählten Wartenden am Bahnhof zu schikanieren. Dieser wehrt sich zunächst nicht, aber als er von den Nazis mit einem Messer verletzt wird, tötet er beide innerhalb von Sekunden. Die Polizei, die nichts über ihn weiß, muss ihn schließlich laufen lassen, da aus dem Überwachungsvideo ersichtlich ist, dass er aus Notwehr gehandelt hat. Wer der Mann war, bleibt, da er weder Ausweisdokumente bei sich hat noch spricht, ein Geheimnis. Am Schluss gibt es jedoch Hinweise, dass er ein Auftragsmörder ist, der bei dem Vorfall gerade von der Erledigung eines Auftrags zurückgekommen war.
Grün
Tote Schafe werden aufgefunden. Den Tieren wurden die Augen ausgeschnitten und sie wurden immer durch 18 Stiche getötet. Der Täter, ein junger Mann, wird zwar gefasst, da sein Vater die toten Schafe aber bezahlt, wird nichts weiter gegen den Jungen unternommen. Erst als eine junge Frau verschwindet, fällt der Verdacht auf den jungen Mann. Diesem kann jedoch nichts nachgewiesen werden. Zudem taucht die junge Frau wieder auf, sie hatte heimlich mit ihrem Freund Urlaub gemacht. Der offenbar schizophrene Junge vertraut sich Anwalt Leonhardt an und kommt in eine Klinik in der Schweiz.
Der Dorn
Ein Mann erhält einen Job als Wachmann in einem Museum. Normalerweise rotieren die Wachmänner regelmäßig zur Auflockerung des Berufsalltags. Durch einen Zufall fällt bei diesem Wachmann die Rotation aus. Er bleibt in der immergleichen Halle, über 20 Jahre lang, was ihn schließlich in den Wahnsinn treibt.
Liebe
Ein junger Mann verletzt seine Freundin mit einem Messer. Es stellt sich heraus, dass der Mann einen Teil seiner Freundin essen wollte, obwohl er sie liebte; Therapie lehnt er ab. Die Familie des jungen Mannes entzieht Leonhardt das Mandat, lange hört er nichts mehr vom jungen Mann. Jahre später, im Gespräch mit einem Kollegen, erfährt er, dass der junge Mann eine Frau getötet habe. Das Motiv sei unklar.
Der Äthiopier
Ein Mann, der bisher kein allzu interessantes noch gutes Leben geführt hat, raubt eine Bank aus. Er flieht mit dem Geld nach Äthiopien. Dort hilft er bei der Modernisierung der Kakaoernte, das äthiopische Dorf, in dem er lebt und eine Frau gefunden hat, blüht auf. Da er in Deutschland jedoch immer noch gesucht wird, wird er eines Tages gefasst und nach Deutschland ausgeliefert. Am Tag eines Freigangs flieht er und will wieder nach Äthiopien. Nach einem neuen Banküberfall wird jedoch gefasst und ins Gefängnis zurückgebracht. Aufgrund seiner bewegenden Geschichte und guter Führung wird er jedoch frühzeitig entlassen und darf nach Äthiopien zurückkehren.

## Deutsche Ausgabe
- Ferdinand von Schirach: Verbrechen. Piper Verlag, München 2009, ISBN 978-3-492-05362-4.